# POARO大喜利アワー
POARO大喜利アワー（ポアロおおぎりアワー）は、文化放送超!A&G+で放送されていたラジオ番組である。

## 番組概要
POAROは2010年7月に文化放送後援でPOARO大喜利公式大会「大喜利実力判定考査2010 in 日本青年館」を開催し、この大会のプロモーションとして「A&G 超RADIO SHOW〜アニスパ!〜」「Voice of A&G Digital 超ラジ!」などへのゲスト出演や、超!A&G+スペシャルや「超! mobile A&G presents 生放送!」で特別番組を放送した。その縁もありDVD「大喜利実力判定考査2010」のプロモーションの一環で開始されたのが、この番組である。
番組は、ほぼ隔週生放送で、生放送のない週は「大喜利四賢者の「オレたちしんけんじゃ!」」の特別版が放送される。
2011年9月4日放送分で9月いっぱいでの終了が告知された。

### 放送時間
2010年10月10日 - 2011年10月2日
日曜日 19:00 - 20:00（リピート放送:土曜日 11:00 - 12:00）
2011年10月2日最終回生放送分のリピート放送は改編を挟むため未放送。

### パーソナリティ
パーソナリティ
鷲崎については、仕事の都合上、欠席する場合がある。
- POARO
  - 鷲崎健
  - 伊福部崇（大喜利四賢者）

アシスタント
- 青木瑠璃子

大喜利軍団
- お手てつないで（大喜利四賢者）
- 哲ひと（大喜利四賢者）
- イギリス超特急（大喜利四賢者）

そのほか、POARO大喜利出場者が週替わりで出演

## コーナー
生放送時（簡易動画放送）
- POARO初のふつおたのコーナー

リスナーからのふつおたを紹介する。
- 答えて遊ぼう!わくわく大喜利ランド

大喜利軍団が様々な形式の大喜利（アトラクション）に答え、「大喜利ランド」を遊びつくしていく
主なアトラクション
セリフ君をしゃべらせよう!
様々なコスチュームをした「セリフ君」が何と言っているか答える。
めざせ!ボード以外マスター
お題に対する回答に、ホワイトボード以外のもので答える
大喜利迷子センター
迷子になっている「答え」の親となる「お題」を答えていく
- POAROインフォメーションコーナー

POARO大喜利、POARO関連のお知らせを伝える。
「オレたちしんけんじゃ!」特別版
生放送ではない週に放送。BBstationにて月曜深夜に放送中の「大喜利四賢者の「オレたちしんけんじゃ!」」過去2回分の特別編集版。

## ゲスト
- 2010年12月26日放送分 - あさのますみ
- 2011年1月9日放送分 - 都
- 2011年2月13日放送分 - 宮野真守
- 2011年7月31日放送分 - 高佐一慈（THE GEESE）
- 2011年9月4日放送分 - 佐藤満春（どきどきキャンプ） ※2011年9月開始の他局の携帯音声コンテンツで伊福部と共演予定

## 番組のエピソード
- 大喜利には主に伊福部と大喜利軍団が回答している。鷲崎もホワイトボードを持っているが、POARO大喜利では回答者でないため、リスナーからのリクエストによる有名人の似顔絵を描いて、ボケをかましている事が多い。
  - 鷲崎が欠席した時は、大喜利軍団が担当していることが多い。
- 2011年1月23日生放送分エンディングでは、番組終了まで時間が余ったため、鷲崎がスキャットマン・ジョンのイラストを描いた。その流れで、番組のエンディングも「SCATMAN (Ski-Ba-Bop-Ba-Dop-Bop)」に変更となった。
- 2011年1月分の生放送時より「コンビニおにぎりの中で、どの具が美味しいか」という事が物議していた。これを受けて、2011年2月13日生放送分では「POAROおにぎり-1グランプリ」と題して、一番おいしいコンビニおにぎりの具を決める企画を行った。「POAROおにぎり-1グランプリ」のルール・演出は、M-1グランプリを模して行った。なお、この「POAROおにぎり-1グランプリ」は昨年までは担当Dの都合上「ポアロのあと何分あるの?」の番組内で行なっていた企画である。

## 特番編成などによる放送休止
- 2010年10月23日のリピート放送は「東京国際アニメ祭2010秋」会場からの公開生放送「アンテナ+ in 東京国際アニメ祭秋2010」（11:00 - 17:00）のため休止。

## 特別番組
- 超!A&G+スペシャル「大喜利実力判定考査2010 in 日本青年館 POARO大喜利アワースペシャル」（2010年11月19日放送）

DVDのプロモーションで、「大喜利実力判定考査2010 in 日本青年館」のダイジェスト版を放送した、特別番組